# Conus minnamurra
Espèce
Statut de conservation UICN

 LC  : Préoccupation mineure
Conus minnamurra est une espèce de mollusques gastéropodes marins de la famille des Conidae.
Comme toutes les espèces du genre Conus, ces escargots sont prédateurs et venimeux. Ils sont capables de « piquer » les humains et doivent donc être manipulés avec précaution, voire pas du tout.

## Description
La taille de la coquille varie entre 25 mm et 40 mm.

## Distribution
Cette espèce marine est endémique à l'Australie et se trouve au large de Queensland à Nouvelle-Galles du Sud.

### Niveau de risque d’extinction de l’espèce
Selon l'analyse de l'UICN réalisée en 2011 pour la définition du niveau de risque d'extinction, cette espèce se trouve du canal Capricorn, Queensland à Tathra, NSW. Sa profondeur varie de 73 à 220 m. Il n'y a pas d'enregistrements des niveaux de population pour cette espèce dans la littérature. Cependant, elle est considérée comme rare dans toute son aire de répartition. Cette espèce est rarement commercialisée étant donné sa rareté et il n'y a pas de menaces majeures connues pour l'affecter. Elle est classée comme étant de préoccupation mineure.

## Taxonomie

### Publication originale
L'espèce Conus minnamurra a été décrite pour la première fois en 1961 par le malacologiste australien Thomas A. Garrard (d) dans « Journal of the Malacological Society of Australia »,.

### Synonymes
- Conus (Eremiconus) minnamurra (Garrard, 1961) · appellation alternative
- Eremiconus minnamurra (Garrard, 1961) · non accepté
- Mamiconus minnamurra Garrard, 1961 · non accepté (combinaison originale)